# Nick Viergever
Nick Viergever (ur. 3 sierpnia 1989 w Capelle aan den IJssel) – holenderski piłkarz grający na pozycji środkowego obrońcy. Od 2021 roku zawodnik SpVgg Greuther Fürth.

## Kariera klubowa
Swoją karierę piłkarską Viergever rozpoczął w klubie Sparta Rotterdam. W 2008 roku awansował do kadry pierwszego zespołu Sparty. 10 maja 2009 zadebiutował w pierwszej lidze holenderskiej w zremisowanym 1:1 wyjazdowym meczu z NEC Nijmegen. Był to jego jedyny mecz w debiutanckim sezonie. W sezonie 2009/2010 był podstawowym zawodnikiem Sparty, która spadła do Eerste divisie.
Po spadku Sparty Viergever przeszedł do AZ Alkmaar. Swój debiut w nowym klubie zanotował 8 sierpnia 2011 w wyjazdowym spotkaniu z NAC Breda, w którym padł remis 1:1. 7 sierpnia 2011 w meczu z PSV Eindhoven (3:1) strzelił swojego pierwszego gola w Eredivisie.
Latem 2014 roku Viergever przeszedł za 2 miliony euro do Ajaksu.
3 maja 2018 PSV potwierdziło oficjalnie transfer Viergevera. Kontrakt piłkarza z klubem z Eindhoven będzie ważny do 2022 roku.
| Sezon   | Klub             | Kraj     | Rozgrywki  | Mecze | Bramki |
| ------- | ---------------- | -------- | ---------- | ----- | ------ |
| 2008/09 | Sparta Rotterdam | Holandia | Eredivisie | 1     | 0      |
| 2009/10 | Sparta Rotterdam | Holandia | Eredivisie | 29    | 0      |
| 2010/11 | AZ Alkmaar       | Holandia | Eredivisie | 16    | 0      |
| 2011/12 | AZ Alkmaar       | Holandia | Eredivisie | 30    | 2      |
| 2012/13 | AZ Alkmaar       | Holandia | Eredivisie | 31    | 0      |
| 2013/14 | AZ Alkmaar       | Holandia | Eredivisie | 33    | 3      |
| 2014/15 | AFC Ajax         | Holandia | Eredivisie | 26    | 2      |
| 2015/16 | AFC Ajax         | Holandia | Eredivisie | 17    | 0      |
| 2016/17 | AFC Ajax         | Holandia | Eredivisie | 29    | 2      |
| 2017/18 | AFC Ajax         | Holandia | Eredivisie | 12    | 2      |
| 2018/19 | PSV Eindhoven    | Holandia | Eredivisie |       |        |

## Kariera reprezentacyjna
W reprezentacji Holandii Viergever zadebiutował 15 sierpnia 2012 roku w przegranym 2:4 towarzyskim meczu z Belgią, rozegranym w Brukseli.